# Dicaeum proprium
El picaflores bigotudo (Dicaeum proprium) es una especie de ave paseriforme de la familia Dicaeidae endémica de la isla de Mindanao, en Filipinas.

## Distribución y hábitat
Se encuentra únicamente en las montañas de la isla de Mindanao, en el sur de Filipinas. Su hábitat natural son los bosques húmedos de montaña tropicales. Está amenazado por la pérdida de hábitat.